# DSA-193
La DSA-193 es una carretera perteneciente a la Red Secundaria de la Diputación Provincial de Salamanca que une la  N-630  con la  SA-220 .
También pasa por la localidad de Béjar.
Como curiosidad cabe decir que, pese a que por el código de esta carretera comience por DSA-1, esta carretera está situada íntegramente en el sector 2 de carreteras de la Diputación de Salamanca.

## Origen y Destino
La carretera  DSA-193  que discurre íntegramente por el término municipal de Béjar, tiene su origen en la intersección con la carretera  N-630 , y termina en la intersección con la carretera  SA-220 , formando parte de la Red de carreteras de Salamanca.